# Thymus willdenowii
Thymus willdenowii (укр. Чебрець Вільденова) — вид губоцвітих рослин родини глухокропивових, поширений в Андалусії (Іспанія), Гібралтарі, Алжирі й Марокко.

## Поширення
Населяє Андалусію (Іспанія), Гібралтар, Алжир і Марокко.

## Морфологія
Стебла до 15 см, стеляться, запушені, з дуже тонкими волосками різної довжини. Листки 5.5–10 × 0.8–2.2 мм. Приквітки 6.5 × 2 мм, подібні до листків, плоскі, з нижньою стороною з залозковими волосками. Суцвіття видовжені. Чашечка 3.5–4.5 мм; трубка ≈ 2 мм. Віночок 6–7 мм, кремовий або рожевий. Горішки 0.5–0.8 мм, кулясті, коричневі. 2n = 30. Квітне у травні й червні.

## Біологія
Полюбляє скелясті субстрати і тріщини в вапнякових скелях. У Європі росте на висотах 10–100 м.